# Kissinger Cables

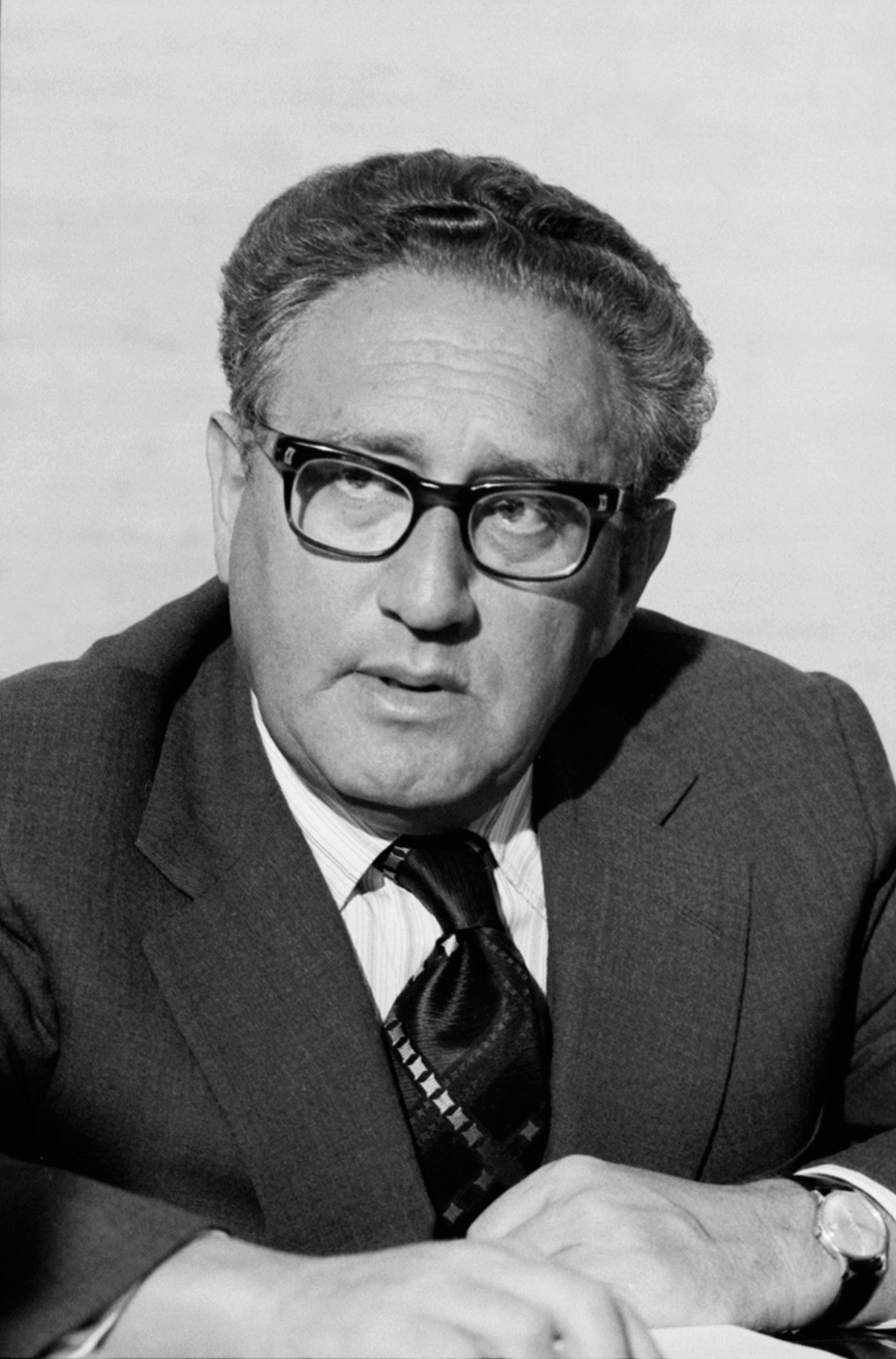
Henry Kissinger, secretario de Estado durante los gobiernos de Richard Nixon y Gerald Ford.

Los Kissinger Cables (en español, cables (diplomáticos) de Kissinger) son 1,7 millones de registros diplomáticos y de inteligencia de Estados Unidos que datan de 1973 a 1976. Fueron desclasificados y publicados por la Administración Nacional de Archivos y Registros y después reeditados y relanzados por WikiLeaks en abril de 2013. En el momento de los cables, Henry Kissinger era Secretario de Estado y Asesor de Seguridad Nacional de Estados Unidos durante los gobiernos de Richard Nixon y Gerald Ford. 
Los cables se pueden buscar utilizando un motor de búsqueda proporcionado por WikiLeaks en la Biblioteca Pública de Diplomacia de los Estados Unidos, una página especial en el sitio web de WikiLeaks.

## Contenido
Los cables de Kissinger revelaron que:
- Yasser Arafat, presidente de la Autoridad Nacional Palestina, fue un personaje clave para la política exterior estadounidense en Oriente Medio. Según los cables, los estadounidenses estaban deseosos de tener a Arafat de su lado. Kissinger y su Departamento de Estado creían que resolver el conflicto árabe-israelí ganaría la buena voluntad de los árabes y frustraría las ambiciones regionales de los soviéticos.
- Kissinger y el Departamento de Estado dudaban de las perspectivas de Margaret Thatcher de convertirse en primera ministra del Reino Unido debido a su «arreglo inmaculado» y sus «modales imperiosos», y «Nada de esto le cae bien a la clase trabajadora de Inglaterra».
- El Vaticano desestimó los informes sobre masacres cometidas por el dictador chileno Augusto Pinochet como «propaganda».[6] Después de darse cuenta del alcance total de las violaciones de derechos humanos que se estaban llevando a cabo, el Vaticano aún se negó a criticar abiertamente al régimen de Pinochet y continuó con relaciones diplomáticas normales.[6]
- George Fernandes, presidente del Partido Socialista de la India, que había sido procesado por conspiración contra el gobierno de la primera ministra Indira Gandhi, intentó obtener financiación de la Agencia Central de Inteligencia estadounidense y del gobierno francés para organizar actividades clandestinas de sabotaje. Después de que se rechazara una solicitud inicial para buscar financiación del gobierno francés, los cables diplomáticos estadounidenses demostraron que estaba «dispuesto a aceptar dinero de la CIA».[7]